# Fredy Bareiro
Fredy José Bareiro Gamarra (Itauguá, Paraguay, 27 de marzo de 1982) es un exfutbolista paraguayo que se desempeñaba en la posición de delantero. Su último club fue General Díaz. Es uno de los máximos artilleros de la Primera División de Paraguay. Anunció su retiro en junio de 2019.

## Trayectoria
Bareiro comenzó su carrera futbolística en el club 12 de Octubre de Itauguá. Jugó con la selección de Paraguay en los Juegos Olímpicos de Atenas 2004, y ayudó a conseguir la medalla de plata, ya que fue el segundo mayor goleador del equipo, detrás de José Cardozo. Después de los Juegos, Bareiro fue transferido al FC Saturn de Rusia y en 2007 volvió a Paraguay para jugar de nuevo con Libertad durante la primera mitad del año.
Luego pasó a jugar en el Club León, de la Segunda División del fútbol mexicano, terminando esa temporada como campeón de goleo con 17 tantos. Fue así como se coronó campeón del torneo Clausura 2008, anotando el gol decisivo para ganar el título. A mediados de 2008 fue transferido al equipo de Tecos de la UAG. A fines del 2010 es la flamante incorporación del Cerro Porteño para seguir con su carrera futbolística. Y luego pasa al Tecos de México culminando el torneo como goleador.

En julio de 2012, regresó a Paraguay, esta vez fue adquirido por el Olimpia de Paraguay para encarar el Clausura y la Copa Sudamericana. En el año 2013 jugando para el Olimpia de Paraguay se convierte en una pieza clave para que el equipo por séptima vez en su historia llegue a una final de Copa Libertadores, en dicho torneo marcaría 5 goles. Olimpia sería subcampeón de ese torneo, perdiendo en la tanda de penaltis con el Atlético Mineiro por 4-3 en la final. El 26 de julio de 2013 llega a un acuerdo con el Club Libertad, siendo éste su tercer ciclo en la entidad gumarela. Allí alcanzó la semifinal de la Copa Sudamericana donde fue derrotado ante Lanús después de una campaña muy sobresaliente. Finalmente pasó al Club Nacional para participar en la Copa Libertadores 2014 donde su equipo quedó ubicado con el campeón Atlético Mineiro de Belo Horizonte, Independiente Santa Fe de Bogotá y Zamora Fútbol Club de Venezuela. El día 10 de abril del mismo año, le anotó un increíble gol de cabeza a Santa Fe que daría la clasificación a octavos de final por primera vez en la historia de Nacional y de esta forma dejaría por fuera a Zamora y Santa Fe.
Bareiro posee además un logro que no ha sido alcanzado por muchos el de jugar dos finales consecutivas de Copa Libertadores con diferentes equipos, este es el caso de Olimpia en el 2013 y Nacional de Paraguay en el 2014.

A finales del 2014 se confirma su retorno al Club Olimpia, vinculándose al mismo por 2 temporadas. En diciembre de 2016 llega a su gol 100 en la Primera División de Paraguay.

## 100 goles
Con 292 partidos en el fútbol paraguayo; con 12 de Octubre anotó 18 goles; con Libertad marcó 29; con Cerro Porteño 15 tantos, con Nacional marcó 4 y con Olimpia en total lleva anotados 34 goles.

## Selección nacional
Ha sido internacional con la Selección de Paraguay, destacándose en el equipo que en 2004 consiguió la primera medalla olímpica para el deporte de su país. En mayo de 2009 es de nuevo tenido en cuenta para integrar la Albirroja, en esta ocasión para las eliminatorias sudamericanas para el Mundial de 2010.

### Participaciones en Copa América
| Competición       | Sede | Resultado   |
| ----------------- | ---- | ----------- |
| Copa América 2004 | Perú | 4° de final |

### Goles en la Selección
| Resultados | Resultados | Resultados | Resultados | Lugar    | Estadio            | Fecha                    | Tipo              | Gol(es) |
| ---------- | ---------- | ---------- | ---------- | -------- | ------------------ | ------------------------ | ----------------- | ------- |
| Paraguay   | 1          | 1          | Irán       | Tabriz   | Takhati Stadium    | 19 de septiembre de 2002 | Amistoso          | 1 gol   |
| Paraguay   | 2          | 1          | Brasil     | Arequipa | Estadio de la UNSA | 14 de julio de 2004      | Copa América 2004 | 1 gol   |

## Estadísticas
Datos actualizados a 22 de marzo 2019.
| 12 de Octubre Paraguay | 1.ª           | 2000          | 9   | 4   | - | - | -  | -  | 9   | 4   |
| 12 de Octubre Paraguay | 1.ª           | 2001          | 19  | 8   | - | - | -  | -  | 19  | 8   |
| 12 de Octubre Paraguay | 1.ª           | 2002          | 27  | 7   | - | - | 6  | 0  | 33  | 7   |
| 12 de Octubre Paraguay | 1.ª           | 2003          | 5   | 0   | - | - | 6  | 2  | 11  | 2   |
| 12 de Octubre Paraguay | Total club    | Total club    | 60  | 19  | 0 | 0 | 12 | 2  | 72  | 21  |
| Libertad Paraguay | 1.ª           | 2003          | 15  | 8   | - | - | 6  | 1  | 21  | 9   |
| Libertad Paraguay | 1.ª           | 2004          | 32  | 14  | - | - | 5  | 0  | 37  | 14  |
| Libertad Paraguay | 1.ª           | 2007          | 14  | 4   | - | - | 6  | 0  | 20  | 4   |
| Libertad Paraguay | 1.ª           | C-2013        | 9   | 2   | - | - | 7  | 0  | 16  | 2   |
| Libertad Paraguay | Total club    | Total club    | 70  | 28  | 0 | 0 | 24 | 1  | 94  | 29  |
| FC Saturn · Rusia | 1.ª           | 2005          | 25  | 5   | - | - | -  | -  | 28  | 2   |
| FC Saturn · Rusia | 1.ª           | 2006          | 16  | 2   | - | - | -  | -  | 16  | 2   |
| FC Saturn · Rusia | Total club    | Total club    | 41  | 7   | 0 | 0 | 0  | 0  | 41  | 7   |
| León · México | 2.ª           | 2007-08       | 30  | 25  | - | - | -  | -  | 30  | 25  |
| León · México | Total club    | Total club    | 30  | 25  | 0 | 0 | 0  | 0  | 30  | 25  |
| Tecos · México | 1.ª           | A-2008        | 12  | 3   | - | - | -  | -  | 12  | 3   |
| Tecos · México | 1.ª           | C-2009        | 17  | 4   | - | - | -  | -  | 17  | 4   |
| Tecos · México | 1.ª           | A-2009        | 12  | 5   | - | - | -  | -  | 12  | 0   |
| Tecos · México | 1.ª           | C-2010        | 18  | 9   | - | - | 2  | 1  | 20  | 11  |
| Tecos · México | 1.ª           | A-2010        | 14  | 1   | - | - | -  | -  | 14  | 1   |
| Tecos · México | 1.ª           | C-2012        | 11  | 4   | - | - | -  | -  | 11  | 4   |
| Tecos · México | Total club    | Total club    | 84  | 26  | 0 | 0 | 2  | 1  | 86  | 27  |
| Cerro Porteño Paraguay | 1.ª           | A-2011        | 15  | 2   | - | - | 8  | 0  | 23  | 2   |
| Cerro Porteño Paraguay | 1.ª           | C-2011        | 22  | 13  | - | - | -  | -  | 39  | 6   |
| Cerro Porteño Paraguay | Total club    | Total club    | 37  | 15  | 0 | 0 | 8  | 0  | 45  | 15  |
| Olimpia Paraguay | 1.ª           | C-2012        | 21  | 8   | - | - | 3  | 0  | 24  | 8   |
| Olimpia Paraguay | 1.ª           | A-2013        | 12  | 5   | - | - | 15 | 5  | 27  | 10  |
| Olimpia Paraguay | 1.ª           | A-2015        | 16  | 5   | - | - | -  | -  | 16  | 5   |
| Olimpia Paraguay | 1.ª           | C-2015        | 17  | 5   | - | - | 4  | 0  | 21  | 5   |
| Olimpia Paraguay | 1.ª           | A-2016        | 15  | 5   | - | - | 5  | 2  | 20  | 7   |
| Olimpia Paraguay | 1.ª           | C-2016        | 21  | 5   | - | - | -  | -  | 21  | 5   |
| Olimpia Paraguay | Total club    | Total club    | 102 | 33  | 0 | 0 | 27 | 7  | 129 | 40  |
| Nacional Paraguay | 1.ª           | A-2014        | 10  | 1   | - | - | 12 | 1  | 22  | 2   |
| Nacional Paraguay | 1.ª           | C-2014        | 18  | 3   | - | - | -  | -  | 18  | 3   |
| Nacional Paraguay | 1.ª           | A-2017        | 10  | 2   | - | - | 2  | 0  | 12  | 2   |
| Nacional Paraguay | 1.ª           | C-2017        | 14  | 1   | - | - | 3  | 1  | 17  | 2   |
| Nacional Paraguay | Total club    | Total club    | 52  | 7   | 0 | 0 | 17 | 2  | 69  | 9   |
| Sportivo Luqueño Paraguay | 1.ª           | A-2018        | 16  | 4   | - | - | 2  | 1  | 18  | 5   |
| Sportivo Luqueño Paraguay | 1.ª           | C-2019        | 15  | 0   | 4 | 4 | -  | -  | 19  | 4   |
| Sportivo Luqueño Paraguay | Total club    | Total club    | 31  | 4   | 4 | 4 | 2  | 1  | 37  | 9   |
| General Díaz Paraguay | 1.ª           | A-2019        | 9   | 1   | - | - | -  | -  | 9   | 1   |
| General Díaz Paraguay | Total club    | Total club    | 9   | 1   | 0 | 0 | 0  | 0  | 9   | 1   |
| Total carrera | Total carrera | Total carrera | 516 | 165 | 4 | 4 | 92 | 14 | 612 | 183 |
| (1) Incluye datos de la Copa Paraguay (2018). (2) Incluye datos de la Copa Libertadores (2002, 2003, 2004, 2007, 2010, 2011, 2013, 2014, 2016); Copa Sudamericana (2003, 2012, 2013, 2015, 2017, 2018). (3) No incluye goles en partidos amistosos. |               |               |     |     |   |   |    |    |     |     |

### Goles en la Copa Libertadores
| Resultados        | Resultados | Resultados | Resultados             | Lugar    | Estadio              | Fecha                 | Temporada | Gol(es) |
| ----------------- | ---------- | ---------- | ---------------------- | -------- | -------------------- | --------------------- | --------- | ------- |
| 12 de Octubre     | 3          | 1          | El Nacional            | Itauguá  | J.C. Pettengill      | 5 de febrero de 2003  | 2003      | 1 gol   |
| 12 de Octubre     | 1          | 3          | Santos                 | Santos   | Vila Belmiro         | 20 de febrero de 2003 | 2003      | 1 gol   |
| Estudiantes Tecos | 1          | 2          | Juan Aurich            | Zapopan  | Tres de Marzo        | 3 de febrero de 2010  | 2010      | 1 gol   |
| Olimpia           | 1          | 3          | Newell's               | Rosario  | Marcelo Bielsa       | 14 de febrero de 2013 | 2013      | 1 gol   |
| Olimpia           | 2          | 2          | Deportivo Lara         | Asunción | Defensores del Chaco | 5 de marzo de 2013    | 2013      | 2 goles |
| Olimpia           | 5          | 1          | Deportivo Lara         | Cabudare | Metropolitano        | 13 de marzo de 2013   | 2013      | 1 gol   |
| Olimpia           | 2          | 0          | Tigre                  | Asunción | Defensores del Chaco | 16 de mayo de 2013    | 2013      | 1 gol   |
| Nacional          | 3          | 2          | Independiente Santa Fe | Asunción | Defensores del Chaco | 10 de abril de 2014   | 2014      | 1 gol   |
| Olimpia           | 4          | 2          | Emelec                 | Asunción | Defensores del Chaco | 17 de marzo de 2016   | 2016      | 1 gol   |
| Olimpia           | 4          | 0          | Deportivo Táchira      | Asunción | Manuel Ferreira      | 13 de abril de 2016   | 2016      | 1 gol   |

### Goles en la Copa Sudamericana
| Resultados       | Resultados | Resultados | Resultados       | Lugar    | Estadio              | Fecha                 | Temporada | Gol(es) |
| ---------------- | ---------- | ---------- | ---------------- | -------- | -------------------- | --------------------- | --------- | ------- |
| Libertad         | 1          | 0          | Guaraní          | Asunción | Manuel Ferreira      | 14 de agosto de 2003  | 2003      | 1 gol   |
| Nacional         | 2          | 2          | Olimpia          | Asunción | Defensores del Chaco | 2 de agosto de 2017   | 2017      | 1 gol   |
| Sportivo Luqueño | 2          | 0          | Deportivo Cuenca | Luque    | Feliciano Cáceres    | 13 de febrero de 2018 | 2018      | 1 gol   |

### Selección nacional
| Selección | Año   | Amistoso | Amistoso | Copa América | Copa América | Eliminatorias | Eliminatorias | Total | Total |
| Selección | Año   | Part.    | Goles    | Part.        | Goles        | Part.         | Goles         | Part. | Goles |
| --------- | ----- | -------- | -------- | ------------ | ------------ | ------------- | ------------- | ----- | ----- |
| Paraguay  | 2002  | 1        | 1        | -            | -            | -             | -             | 1     | 1     |
| Paraguay  | 2003  | 8        | 0        | -            | -            | -             | -             | 8     | 0     |
| Paraguay  | 2004  | 1        | 0        | 4            | 1            | 3             | 0             | 8     | 1     |
| Paraguay  | 2009  | 1        | 0        | -            | -            | -             | -             | 1     | 0     |
| Paraguay  | 2011  | 1        | 0        | -            | -            | -             | -             | 1     | 0     |
| Paraguay  | Total | 12       | 1        | 4            | 1            | 3             | 0             | 19    | 2     |

### Resumen estadístico
| Competición           | Encuentros | Goles | Promedio |
| --------------------- | ---------- | ----- | -------- |
| Primera División      | 486        | 140   | 0,28     |
| Segunda División      | 30         | 25    | 0,83     |
| Copas nacionales      | 4          | 4     | 1,00     |
| Copas internacionales | 92         | 14    | 0,15     |
| Selección de Paraguay | 19         | 2     | 0,10     |
| Total                 | 631        | 185   | 0,29     |

## Palmarés

### Campeonatos nacionales
| Torneo               | Equipo   | País     | Año  |
| -------------------- | -------- | -------- | ---- |
| Campeonato Paraguayo | Libertad | Paraguay | 2003 |
| Torneo Clausura      | León     | México   | 2008 |
| Torneo Clausura      | Olimpia  | Paraguay | 2015 |

### Títulos internacionales
| Título           | Equipo (*)            | Sede   | Año  |
| ---------------- | --------------------- | ------ | ---- |
| Juegos Olímpicos | Selección de Paraguay | Grecia | 2004 |

(*) Incluyendo la Selección.

### Distinciones individuales
| Distinción                                              | Año  |
| ------------------------------------------------------- | ---- |
| Máximo Goleador del Torneo Clausura de Segunda División | 2008 |

## Vida personal
Es hermano del también futbolista Adam Bareiro.